# Львов, Василий Петрович
Князь Василий Петрович Львов (ум. 1659) — воевода и окольничий во времена правления Михаила Фёдоровича и Алексея Михайловича.
Из княжеского рода Львовы. Второй сын князя Петра Михайловича Львова; братья — князья Дмитрий, Семён и Иван Львовы.

## Биография
В 1628 году был в числе стольников, «дневавших и ночевавших» в Москве на дворе царя Михаила Фёдоровича во время его похода на богомолье в Троице-Сергиев монастырь. В том же 1628 году был назначен кравчим в патриарху Филарету. В 1630 и 1631 годах присутствовал при приёме царем шведского посла Антона Монира. 5 июля 1634 года вместе с братьями Дмитрием, Семёном, Иваном и дядей Алексеем Михайловичем, пожалованным в бояре, был за царским столом. В октябре 1635 года послан первым дворянином посольства в Польшу при после, боярине и князе А. М. Львове, за посольство пожалован серебряный ковш, сорок соболей стоимостью 40 рублей, камка и придачей к должностному окладу в 30 рублей.
В 1636-1638 годах находился на воеводстве на Двине. В 1638 году второй воевода в Туле для охранения от прихода крымцев.
26 марта 1639 года участвовал в перенесении из царского дворца в Архангельский собор гроба царевича Василия Михайловича. В конце марте и в апреле неоднократно «дневал и ночевал» у гроба царевича.
В 1640 году находился на воеводстве в Яблонове.
В 1641—1642 годах смотрел в «кривой стол» за царскими обедами.
В 1642 году служил первым воеводой в Одоеве, для охранения от прихода крымцев и нагайцев. На воеводстве ему пришлось разбираться с местничеством его «товарища» И. И. Загряжского — служилые люди хотели подчиняться только первому воеводе Львову, что подымало их более высокий частный статус. Просьба их была удовлетворена, на что был документ из Разрядного приказа.
В 1643—1645 годах находился на воеводстве в Путивле.
В мае 1647 года отправлен из Москвы на южные границы, чтобы ставить город Царев-Алексеев (Новый Оскол). В случае нападения крымских татар должен был идти в Ливны в сход к князю Григорию Куракину. 8 ноября 1647 года пожалован из дворян в окольничие. В январе 1648 года, на бракосочетании царя Алексея Михайловича с Марией Ильиничной Милославской ходил восьмым перед Государём.
В 1648—1653 годах сопровождал царя Алексея Михайловича в Троице-Сергиеву лавру, приготовлял ему путь, находясь на станах, был приглашаем к государеву столу.
В 1650—1651 годах был воеводой в Пскове. Приехал во Псков в самый разгар восстания, которое возникло из-за царского приказа об отправке из псковских житниц 11000 четвертей хлеба в Швецию. Псковский хлеб должен был пойти в зачет выкупной суммы шведскому правительству за всех русских подданных, бежавших в Русское царство из пограничных областей, уступленных Швеции. Архиепископ Макарий и воевода Н. С. Собакин безуспешно пытались успокоить псковичей. 25 марта 1650 года Львов приехал на смену Собакину, но псковичи отказались отпускать прежнего воеводу, а князя Львова отвели «во всегородную избу» за отказ выдать им порох и свинец. Львов едва не был убит восставшими горожанами, сыновья Львова и Собакина были насильно взяты мятежниками в заложники для отсылки в столицу вместе с их челобитчиками к царю с повинной. После возвращения псковских челобитчиков из Москвы князь Львов созвал псковичей, объявил им царскую милость и убеждал не стоять за мятежников, которые после крестного целованья вновь собирались начать «воровство».
В 1653 году был в Москве, где участвовал в торжественных обедах у царя с боярами и патриархом Никоном, в ноябре оставлен в Москве для её охраны на время отсутствия Государя.
В 1654—1655 годах участвовал в двух походах царя Алексея Михайловича на Великое княжество Литовское. В 1656 году принимал участие в царском походе из Смоленска на Ригу. посылался воеводой под Дубровну. 15 июня 1656 года после обеда у царя в Смоленске с крутицким митрополитом Питиримом получил в награду за поход: шубу, крытую золотым атласом, кубок и придачу к прежнему окладу 80 рублей.
1 апреля 1657 года, на именины царицы Марии Ильиничны, был за царским столом в Золотой палате. У стола были: патриарх Никон, царевичи Грузинский, Касимовский и Сибирский, бояре Борис Иванович Морозов, Илья Данилович Милославский, Иван Андреевич Милославский, окольничие князья Василий и Семён Петровичи Львовы.
Умер в 1659 году.

## Семья
Был женат на Феодоре, дочери патриаршего боярина В. Ф. Янова, от брака имели единственного сына:
- Князь Львов Михаил Васильевич (ум. после 1667) — стольник (1660), послан из Смоленска пятым дворянином посольства при после князе Одоевском, на съезд с польскими послами (февраль 1662).

## Критика
В Российской родословной книге П. В. Долгоруков и родословной книге М. Г. Спиридов указывает год смерти — 1657 год, а в Русском биографическом словаре — 1659 год. В Русском биографическом словаре А. А. Половцева указано, что князь Василий Петрович в 1636 году был воеводой в Архангельске, по двум другим источникам — М. Г. Спиридов и А. П. Барсуков указывают, что он в 1636 году был воеводой Двинской земли (центром которой были Холмогоры, а Архангельск был лишь летней резиденцией воеводы).